# Heriot's Rugby Club
El Heriot's Rugby Club es un equipo de rugby de Escocia con sede en la ciudad de Edimburgo.

## Historia
Fue fundada en 1890 por alumnos del George Heriot's School.
Desde el año 1973 hasta 2019 su principal equipo participó en la Premiership en el cual logró cinco campeonatos,
Desde 2019 hasta 2024 su primer equipo compitió en el Súper Series, torneo que finalmente fue eliminado por la federación de Escocia, regresando el primer equipo al sistema de ligas de Escocia.

## Palmarés
- Premiership (5): 1978-79, 1998-99, 1999-00, 2014-15, 2015-16

- Campeonato de Escocia no oficial (5): 1919-20, 1922-23, 1927-28, 1928-29, 1949-50.

- Copa de Escocia (4): 2002-03, 2008-09, 2013-14, 2015-16

- Supercopa de Escocia (2): 2014-15, 2015-16.